# Drew Miller
Andrew "Drew" Miller, född 17 februari 1984 i Dover, New Jersey, är en amerikansk professionell ishockeyspelare som spelar för Brynäs IF i  Svenska Hockeyligan ( SHL ). Han har tidigare spelat på NHL-nivå för Anaheim Ducks och Tampa Bay Lightning och på lägre nivåer för Portland Pirates och Iowa Chops i American Hockey League (AHL), Braehead Clan i Elite Ice Hockey League (EIHL), Michigan State Spartans (Michigan State University) i National Collegiate Athletic Association (NCAA), River City Lancers i United States Hockey League (USHL) och Capital Centre Pride i North American Hockey League (NAHL).
Han draftades i sjätte rundan i 2003 års draft av Mighty Ducks of Anaheim som 186:e spelaren totalt.
Drew Miller är yngre bror till ishockeymålvakten Ryan Miller i Vancouver Canucks och kusin till de före detta ishockeyspelarna Kelly Miller, Kevin Miller och Kip Miller, som alla tre spelade i NHL under sina aktiva spelarkarriärer.

## Statistik
| 2000–2001   | Capital Centre Pride    | NAHL        | 37  | 4  | 3  | 7   | 22  | —  | — | —  | —  | —  |
| 2001–2002   | Capital Centre Pride    | NAHL        | 54  | 18 | 16 | 34  | 56  | —  | — | —  | —  | —  |
| 2002–2003   | Capital Centre Pride    | NAHL        | 11  | 10 | 9  | 19  | —   | —  | — | —  | —  | —  |
|             | River City Lancers      | USHL        | 49  | 14 | 11 | 25  | 26  | 11 | 5 | 4  | 9  | 6  |
| 2003–2004   | Michigan State Spartans | NCAA        | 41  | 4  | 6  | 10  | 39  | —  | — | —  | —  | —  |
| 2004–2005   | Michigan State Spartans | NCAA        | 40  | 17 | 16 | 33  | 20  | —  | — | —  | —  | —  |
| 2005–2006   | Michigan State Spartans | NCAA        | 44  | 18 | 25 | 43  | 30  | —  | — | —  | —  | —  |
|             | Portland Pirates        | AHL         | —   | —  | —  | —   | —   | 1  | 0 | 0  | 0  | 0  |
| 2006–2007   | Anaheim Ducks           | NHL         | —   | —  | —  | —   | —   | 3  | 0 | 0  | 0  | 2  |
|             | Portland Pirates        | AHL         | 79  | 16 | 20 | 36  | 51  | —  | — | —  | —  | —  |
| 2007–2008   | Anaheim Ducks           | NHL         | 26  | 2  | 3  | 5   | 6   | —  | — | —  | —  | —  |
|             | Portland Pirates        | AHL         | 31  | 16 | 20 | 36  | 12  | 16 | 1 | 7  | 8  | 12 |
| 2008–2009   | Anaheim Ducks           | NHL         | 27  | 4  | 6  | 10  | 17  | 13 | 2 | 1  | 3  | 2  |
|             | Iowa Chops              | AHL         | 53  | 23 | 15 | 38  | 10  | 16 | 1 | 7  | 8  | 12 |
| 2009–2010   | Tampa Bay Lightning     | NHL         | 14  | 0  | 0  | 10  | 17  | —  | — | —  | —  | —  |
|             | Detroit Red Wings       | NHL         | 66  | 10 | 9  | 19  | 10  | 12 | 1 | 1  |    | 4  |
| 2010–2011   | Detroit Red Wings       | NHL         | 67  | 10 | 8  | 18  | 13  | 9  | 1 | 1  | 2  | 4  |
| 2011–2012   | Detroit Red Wings       | NHL         | 80  | 14 | 11 | 25  | 20  | 5  | 0 | 1  | 1  | 2  |
| 2012–2013   | Detroit Red Wings       | NHL         | 44  | 4  | 4  | 8   | 2   | 6  | 1 | 1  | 2  | 2  |
|             | Braehead Clan           | EIHL        | 23  | 15 | 15 | 30  | 7   | —  | — | —  | —  | —  |
| 2013–2014   | Detroit Red Wings       | NHL         | 82  | 7  | 8  | 15  | 21  | 5  | 0 | 1  | 1  | 0  |
| 2014–2015   | Detroit Red Wings       | NHL         | 82  | 5  | 8  | 13  | 25  | 7  | 1 | 1  | 2  | 2  |
| 2015–2016   | Detroit Red Wings       | NHL         | 26  | 1  | 1  | 2   | 2   | —  | — | —  | —  | —  |
| NHL totalt  | NHL totalt              | NHL totalt  | 514 | 57 | 58 | 115 | 118 | 60 | 6 | 7  | 13 | 18 |
| AHL totalt  | AHL totalt              | AHL totalt  | 163 | 55 | 55 | 110 | 73  | 17 | 1 | 17 | 18 | 12 |
| EIHL totalt | EIHL totalt             | EIHL totalt | 23  | 15 | 15 | 30  | 7   | —  | — | —  | —  | —  |
| NCAA totalt | NCAA totalt             | NCAA totalt | 125 | 39 | 47 | 86  | 89  | —  | — | —  | —  | —  |
| USHL totalt | USHL totalt             | USHL totalt | 49  | 14 | 11 | 25  | 26  | 11 | 5 | 4  | 9  | 6  |
| NAHL totalt | NAHL totalt             | NAHL totalt | 102 | 32 | 28 | 60  | 78  | —  | — | —  | —  | —  |